# Iwona Woicka-Żuławska
Iwona Liliana Woicka-Żuławska (nascida em 1972 em Cracóvia) é uma funcionária pública e diplomata polaca, embaixadora na Noruega (2018–2023).

## Vida
Woicka-Żuławska formou-se em economia pela Universidade de Varsóvia. Em 2008, ela defendeu o seu doutorado na Escola de Economia SGH de Varsóvia.
Em janeiro de 2018, Woicka-Żuławska foi nomeada embaixadora da Polónia na Noruega. Ela apresentou a sua carta credencial ao rei Harald V da Noruega em 15 de março de 2018.
Woicka-Żuławska é casada. Além de polaco, ela fala os seguintes idiomas: inglês, espanhol, italiano e francês.